# Zoltán Kárpáthy
Zoltán Kárpáthy – węgierski film dramatyczny z 1966 roku, wyreżyserowany na podst. powieści Móra Jókaia pod tym samym tytułem.
Polska premiera odbyła się w kwietniu 1969 roku z reportażem Rajd WFD z 1968 roku.

## Obsada[2]
- István Kovács – Zoltán Kárpáthy
- Zoltán Latinovits – Rudolf Szentirmay
- Lajos Básti – Miklós Wesselényi
- Éva Ruttkai – Flóra Szentirmay
- Karoly Kovacs – Dániel Kőcserepy
- Vera Szemere – pani Kőcserepy
- Judit Halasz – Vilma Kőcserepy
- Zoltán Várkonyi – Maszlaczky
- Vera Venczel – Katinka Szentirmay
- Maria Sulyok – pani Mayer
- Tibor Bitskey – Miska Kis
- Iván Darvas – Abellino Kárpáthy